# Вінсент Метьюз
Вінсент Едвард Метьюз (англ. Vincent Edward Matthews; нар. 16 грудня 1947) — американський легкоатлет, який спеціалізувався в бігу на короткі дистанції.

## Із життєпису
Дворазовий олімпійський чемпіон: в естафеті 4×400 метрів (1968) та з бігу на 400 метрів (1972).
На Іграх-1972, під час церемонії нагородження призерів бігу на 400 метрів, Метьюз та його товариш по команді Вейн Коллетт організували антирасистський виступ, що був виражений в демонстративному нехтуванні американського прапору та гімну, а також жестах «Black Power» до глядачів. Аналогічний виступ на попередній Олімпіаді в Мехіко організували золотий та бронзовий призери в бігу на 200 метрів Томмі Сміт та Джон Карлос. За цей виступ Метьюз та Коллетт (так само, як і Сміт та Карлос за 4 роки до цього) були відсторонені від Ігор, а збірна США не змогла зібрати на Олімпіаді в Мюнхені команду для естафети 4×400 метрів.
Чемпіон Панамериканських ігор-1967 в естафеті 4×400 метрів. На цих Іграх він також був другим у бігу на 400 метрів.
Екс-рекордсмен світу в естафеті 4×400 метрів.
Хоббі Метьюза — створення картин методом випалювання по дереву.

## Основні міжнародні виступи
| Рік  | Змагання             | Місто    | Місце | Дисципліна |
| ---- | -------------------- | -------- | ----- | ---------- |
| 1967 | Панамериканські ігри | Вінніпег | 2     | 400 м      |
| 1967 | 1                    | 4×400 м  |       |            |
| 1968 | Олімпійські ігри     | Мехіко   | 1     | 4×400 м    |
| 1972 | Олімпійські ігри     | Мюнхен   | 1     | 400 м      |